# Skórcz
Skórcz (Duits: Skurz) is een stad in het Poolse woiwodschap Pommeren, gelegen in de powiat Starogardzki. De oppervlakte bedraagt 3,67 km², het inwonertal 3532 (2005).

## Geboren
- Grzegorz Gajdus (16 januari 1967), langeafstandsloper